# پسر بوگی
پسر عیاش یا پسر بوگی (به انگلیسی: Boogie Boy) یک فیلم جنایی و دلهره‌آور آمریکایی محصول سال ۱۹۹۸ به نویسندگی و کارگردانی کریگ هانان با بازی مارک داکاسیوس، امیلی لوید، جیمز وولت، فردریک فورست، جون جت و لینی کوئیگلی است.

## داستان
مردی که به تازگی از زندان آزاد شده قول می‌دهد زندگی جدیدی را آغاز کند، اما زمانی که هم سلولی قدیمی ظاهر می‌شود، مورد آزمایش قرار می‌گیرد.